# Alarnes
Alarnes era una aldea situada muy cerca de Getafe (Comunidad de Madrid, España). Su emplazamiento exacto es el lugar que ahora ocupa la factoría de Construcciones Aeronáuticas S.A., es decir, 2 km al este del casco urbano getafense. 
Esta pequeña aldea se creó poco a poco durante los siglos VIII y IX ya que tenía próximo un arroyo y tierras fértiles. Las casas que formaban Alarnes eran de barro, piedra, tejas y paja. A partir del siglo XIV, los habitantes de la aldea se trasladaron al cercano camino real que unía Madrid con Toledo. Esta emigración se debió a que Alarnes se había convertido en una zona muy encharcada, poco higiénica y con malos olores. Hacia el 1326, la mayoría de los habitantes de Alarnes se habían trasladado al entorno del camino real, creando así una nueva aldea, que más tarde, se convertiría en lo que es hoy Getafe. Por este motivo, Alarnes se considera el origen de Getafe.